# 横須賀町 (東海市)
横須賀町（よこすかまち）は、愛知県東海市の地名。

## 地理
東海市南西部に位置する。

## 歴史

### 人口の変遷
国勢調査による人口および世帯数の推移。
| 1995年（平成7年）  | 737世帯 1788人 |  |
| 2000年（平成12年） | 667世帯 1509人 |  |
| 2005年（平成17年） | 751世帯 1672人 |  |
| 2010年（平成22年） | 780世帯 1733人 |  |
| 2015年（平成27年） | 819世帯 1711人 |  |
| 2020年（令和2年）  | 746世帯 1509人 |  |

### 沿革
- 1906年（明治39年） - 知多郡横須賀町の大字横須賀が成立[2]。
- 1969年（昭和44年） - 市制施行に伴い、東海市横須賀町となる[2]。

## 交通
- 国道155号

## 施設
- カネウミ知多工場
- アイチ物流本社
- 愛知県警察東海警察署
- 源光寺
- 玉林寺
- 坂角総本舗
- 三菱UFJ銀行東海支店
- 安藤証券東海支店
- 愛宕神社
- 東海市創造の杜交流館

### WEB
1. ↑  “愛知県東海市の町丁・字一覧”.   人口統計ラボ. 2024年2月12日閲覧。
2. 1 2  総務省統計局 (2022年2月10日). “令和2年国勢調査の調査結果(e-Stat) - 男女別人口，外国人人口及び世帯数－町丁・字等” (CSV). 2023年8月2日閲覧。
3. ↑  “愛知県東海市の郵便番号一覧”.   日本郵便. 2024年2月11日閲覧。
4. ↑  “ナンバープレートについて”.   一般社団法人愛知県自動車会議所. 2024年1月21日閲覧。
5. ↑  総務省統計局 (2014年3月28日). “平成7年国勢調査の調査結果(e-Stat) - 男女別人口及び世帯数 －町丁・字等” (CSV). 2021年7月20日閲覧。
6. ↑  総務省統計局 (2014年5月30日). “平成12年国勢調査の調査結果(e-Stat) - 男女別人口及び世帯数 －町丁・字等” (CSV). 2021年7月20日閲覧。
7. ↑  総務省統計局 (2014年6月27日). “平成17年国勢調査の調査結果(e-Stat) - 男女別人口及び世帯数 －町丁・字等” (CSV). 2021年7月21日閲覧。
8. ↑  総務省統計局 (2012年1月20日). “平成22年国勢調査の調査結果(e-Stat) - 男女別人口及び世帯数 －町丁・字等” (CSV). 2021年7月21日閲覧。
9. ↑  総務省統計局 (2017年1月27日). “平成27年国勢調査の調査結果(e-Stat) - 男女別人口及び世帯数 －町丁・字等” (CSV). 2021年7月21日閲覧。

### 書籍
1. ↑  「角川日本地名大辞典」編纂委員会 1989, p. 1734.
2. 1 2  「角川日本地名大辞典」編纂委員会 1989, p. 1390.